# Чипльдук
«Чипльдук» — интернет-радиостанция, созданная Андреем Кнышевым, Леонидом Сергеевым и Игорем Таращанским 12 апреля 2007 года.
По словам Андрея Кнышева, «это взгляд на жизнь через некий кристалл иронии — ироническое препарирование нашей жизни. Пространство для творчества, общения, дураковаляния или глубокого серьёзного осмысления действительности. Ресурс деидеологизирован, мессианской задачи — расставить всё по своим местам — нет, хотя где-то третьим-пятым планом как-то и присутствует политика. Мы создаём просто позитивный ресурс. Это и есть главный message — позитив.
Я упрощу ответ. Поскольку в проекте принимают участие некоторые из „Весёлых ребят“, можно считать „Радио 4пльдук“ эволюционной стадией развития „Весёлых ребят“ и её проекцией на монитор. Только теперь это не зрелище, а слушабище».
В феврале 2011 года радиостанция оказалась на грани закрытия, по сообщению на официальном форуме станции — в связи с «отпадом инвестора». В настоящее время на сайте принимаются добровольные пожертвования радиослушателей и спонсоров. Рекламы на радио нет.

## Создатели и участники
- Андрей Кнышев
- Леонид Сергеев[4]
- Кирилл Немоляев
- Игорь Таращанский
- Александр Багдасаров
- Антон Березин
- Александр Демин[5]

## О радиостанции
«Эти неистощимые на выдумку люди на вверенной им веб-станции потихоньку готовят в сознании слушателя большой переворот (на 360 градусов, по ироническому замечанию Андрея Кнышева), который позволит вывести интернет-вещание на качественно новый уровень. В данный момент это происходит прежде всего при помощи насыщения эфира „Чипльдука“ разнообразными аудиоприколами (внутреннее название — „штуки“ или „джоки“, от англ. joke), которые выдаются за джинглы, перебивки, случайные текстовые вставки и специально подготовленные программы. Благодаря им слушать „Чипльдук“ в качестве фона положительно невозможно: безумные рубрики „В помощь засыпающему“, „Механизмы и устройства народов мира“ и прочая весёлая чепуха, предъявляемая каменно серьёзным тоном, напрочь отвлекает слушателя от текущих забот».

Радио Чипльдук участвовало в записи альбома Василия Шумова «Содержание» (треки «Краткий курс взяток», «Бубу-ньюс», «Алек$еев»).